# 池际尚
池际尚（1917年6月25日—1994年1月1日），女，湖北安陆人，中国地质学家、岩石学家、地质教育家，中国科学院院士。对花岗岩、超基性岩、变质岩及岩组学等方面均有较深的研究，是中国岩石学学科主要奠基人。首先提出中国金伯利岩的分类和命名及其含矿性的化学成分判别公式。池际尚的学生中有３人先后当选中国科学院院士。

## 生平
出生于湖北安陆，四岁时随父母到了北平。1936年考入清华大学物理系学习，1938年转入国立西南联合大学学习地质学，1946年经袁复礼推荐赴美留学，获博士学位。回国后先后担任清华大学副教授、北京地质学院、中国地质大学教授。

## 著作
主要著作有《费德洛夫法简明教程》、《岩浆岩岩石学》、《关于金伯利岩的几个问题》及《燕山西段北京南口花岗岩》等。